# Diocesi di Fallaba
La diocesi di Fallaba (in latino: Dioecesis Fallabensis) è una sede soppressa e sede titolare della Chiesa cattolica.

## Storia
Fallaba, forse identificabile con Djelfa nell'odierna Algeria, è un'antica sede episcopale della provincia romana della Mauritania Cesariense.
Unico vescovo conosciuto di questa diocesi africana è Salo, il cui nome appare al 28º posto nella lista dei vescovi della Mauritania Cesariense convocati a Cartagine dal re vandalo Unerico nel 484; Salo, come tutti gli altri vescovi cattolici africani, fu condannato all'esilio.
Dal 1933 Fallaba è annoverata tra le sedi vescovili titolari della Chiesa cattolica; dal 20 dicembre 2024 il vescovo titolare è José Maria Garcia Maldonado, vescovo ausiliare di Chicago.

## Cronotassi

### Vescovi residenti
- Salo † (menzionato nel 484)

### Vescovi titolari
- Francesco Morano † (5 aprile 1962 - 19 aprile 1962 dimesso)
- Vincent Billington, M.H.M. † (3 maggio 1965 - 7 dicembre 1970 dimesso)
- Alexius Obabu Makozi (20 febbraio 1971 - 30 luglio 1972 nominato vescovo di Lokoja)
- Rudolph Akanlu † (16 novembre 1972 - 13 aprile 1973 succeduto vescovo di Navrongo)
- James Terry Steib, S.V.D. (6 dicembre 1983 - 24 marzo 1993 nominato vescovo di Memphis)
- Lorenzo Ceresoli, M.C.C.I. † (20 dicembre 1993 - 6 settembre 2024 deceduto)
- José María García Maldonado, dal 20 dicembre 2024